# Eliézer (filho de Moisés)
Eliézer ou Eliezer (também encontra-se grafado com s: Elieser, Eliéser) foi o segundo filho de Moisés e Zípora. Seu nome significa “meu Deus é ajuda” em hebraico.
| “ | e o outro chamava-se Eliézer, pois dissera: "O Deus de meu pai (Eli) foi o meu ajudador (ezer); livrou-me da espada do faraó. | ” |

Tanto Gérson e Eliezer nasceram durante o tempo em que Moisés buscou refúgio em Midiã e se casou com a filha de Jetro, Zípora.
Eliézer teve apenas um filho, Reabias. Reabias foi pai de Jesaías, pai de Jorão, pai de Zicri, pai de Selomote. Selomote e seus irmãos tinham a seu cargo todos os tesouros das coisas sagradas que o Rei Davi e seus soldados tinham consagrado.